# Малі на літніх Олімпійських іграх 2016
Малі на літніх Олімпійських іграх 2016 був представлений 6 спортсменами в 4 видах спорту. Жодної медалі олімпійці Малі не завоювали.

## Спортсмени
| Дисципліна     | Чоловіки | Жінки | Разом |
| -------------- | -------- | ----- | ----- |
| Легка атлетика | 1        | 1     | 2     |
| Дзюдо          | 1        | 0     | 1     |
| Плавання       | 1        | 1     | 2     |
| Тхеквондо      | 1        | 0     | 1     |
| Разом          | 4        | 2     | 6     |

## Легка атлетика
Легенда
- Note – для трекових дисциплін місце вказане лише для забігу, в якому взяв участь спортсмен
- Q = пройшов у наступне коло напряму
- q = пройшов у наступне коло за добором (для трекових дисциплін - найшвидші часи серед тих, хто не пройшов напряму; для технічних дисциплін - увійшов до визначеної кількості фіналістів за місцем якщо напряму пройшло менше спортсменів, ніж визначена кількість)
- NR = Національний рекорд
- N/A = Коло відсутнє у цій дисципліні
- Bye = спортсменові не потрібно змагатися у цьому колі

Трекові і шосейні дисципліни
| Спортсмен     | Дисципліна                | Попередній забіг | Попередній забіг | Півфінал         | Півфінал         | Фінал            | Фінал            |
| Спортсмен     | Дисципліна                | Час              | Місце            | Час              | Місце            | Час              | Місце            |
| ------------- | ------------------------- | ---------------- | ---------------- | ---------------- | ---------------- | ---------------- | ---------------- |
| Дженебу Данте | біг на 400 метрів (жінки) | 52.85            | 5                | Завершила виступ | Завершила виступ | Завершила виступ | Завершила виступ |

Технічні дисципліни
| Спортсмен        | Дисципліна                   | Кваліфікація       | Кваліфікація | Фінал              | Фінал           |
| Спортсмен        | Дисципліна                   | Результат у метрах | Місце        | Результат у метрах | Місце           |
| ---------------- | ---------------------------- | ------------------ | ------------ | ------------------ | --------------- |
| Мамаду Шериф Діа | потрійний стрибок (чоловіки) | 16.47              | 24           | Завершив виступ    | Завершив виступ |

## Дзюдо
| Спортсмен    | Категорія            | 1/32 фіналу        | 1/16 фіналу          | 1/8 фіналу         | Чвертьфінали       | Півфінали          | Втішний поєдинок   | Фінал / БМ         | Фінал / БМ      |
| Спортсмен    | Категорія            | Суперник Результат | Суперник Результат   | Суперник Результат | Суперник Результат | Суперник Результат | Суперник Результат | Суперник Результат | Місце           |
| ------------ | -------------------- | ------------------ | -------------------- | ------------------ | ------------------ | ------------------ | ------------------ | ------------------ | --------------- |
| Айюба Траоре | до 100 кг (чоловіки) | Bye                | Маре (FRA) L 000–100 | Завершив виступ    | Завершив виступ    | Завершив виступ    | Завершив виступ    | Завершив виступ    | Завершив виступ |

## Плавання
| Спортсмен          | Дисципліна                       | Попередній заплив | Попередній заплив | Півфінал         | Півфінал         | Фінал            | Фінал            |
| Спортсмен          | Дисципліна                       | Час               | Місце             | Час              | Місце            | Час              | Місце            |
| ------------------ | -------------------------------- | ----------------- | ----------------- | ---------------- | ---------------- | ---------------- | ---------------- |
| Умар Туре          | 100 метрів батерфляєм (чоловіки) | 57.56             | 41                | Завершив виступ  | Завершив виступ  | Завершив виступ  | Завершив виступ  |
| Фатумата Самассеку | 50 метрів вільним стилем (жінки) | 33.71             | =81               | Завершила виступ | Завершила виступ | Завершила виступ | Завершила виступ |

## Тхеквондо
| Спортсмен        | Категорія           | 1/8 фіналу         | Чвертьфінали       | Півфінали          | Втішний поєдинок   | Фінал / БМ         | Фінал / БМ      |
| Спортсмен        | Категорія           | Суперник Результат | Суперник Результат | Суперник Результат | Суперник Результат | Суперник Результат | Місце           |
| ---------------- | ------------------- | ------------------ | ------------------ | ------------------ | ------------------ | ------------------ | --------------- |
| Ісмаель Кулібалі | до 80 кг (чоловіки) | Беігі (AZE) L 6–13 | Завершив виступ    | Завершив виступ    | Завершив виступ    | Завершив виступ    | Завершив виступ |